# Manuel Pérez y Curis
Manuel Pérez y Curis (Montevideo, 21 de maig de 1844 - ibídem, 22 de novembre de 1920) fou un escriptor i poeta uruguaià.
La revista Apolo destaca com a la seva màxima obra mestra. Tractava sobre l'art i la sociologia i es publicava mensualment. El secretari d'edició era Ovidio Fernández Ríos. Una altra obra destacada és La arquitectura del verso, publicada a França i a Mèxic. La poetessa Delmira Agustini va escriure en gairebé tots els números de la publicació Apolo, i el seu poema Las coronas va aparèixer per primera vegada el 1908.
El 1908 va publicar els articles Alberto Zum Felde, La Hiperbórea i Lulú Margat. Morí el 1920 a Montevideo com a resultat de la tuberculosi.

## Obra
- Revista Apolo (1905 a 1909).
- La arquitectura del verso (1913).
- Romances y seguidillas del Plata (1940, pòstuma).
- Heliostropos (1906).
- El poema de la carne
- La canción de las crisaldas
- El gesto contemplativo (1914).